# جاك هيوز (لاعب هوكي الجليد أمريكي)
جاك هيوز (بالإنجليزية: Jack Hughes)‏ هو لاعب هوكي الجليد أمريكي، ولد في 20 يوليو 1957 في سومرفيل في الولايات المتحدة.

## وصلات خارجية
- جاك هيوز على موقع دوري الهوكي الوطني (الإنجليزية)
- جاك هيوز على موقع قاعة مشاهير الهوكي (لاعب أن.إتش.أل) (الإنجليزية)
- جاك هيوز على موقع EliteProspects.com (الإنجليزية)
- جاك هيوز على موقع HockeyDB.com (الإنجليزية)